# Dakar (regio)
Dakar is een regio in het uiterste westen van Senegal. De hoofdstad is het gelijknamige Dakar, tevens de hoofdstad van Senegal. De regio heeft een oppervlakte van 550 km² en had tijdens de laatste volkstelling van 2002 2.267.356 inwoners.

## Geografie
De regio Dakar valt nagenoeg samen met het schiereiland Kaap Verde, wat aan drie kanten wordt omsloten door de Atlantische Oceaan en aan de oostkant aan de regio Thiès grenst. Tevens valt de regio nagenoeg samen met het stedelijke gebied van Dakar, dat naast de gemeente Dakar, ook voorsteden herbergt zoals Bargny, Guédiawaye, Pikine, Rufisque en Sébikotane.

## Bestuurlijke indeling
- Dakar

Deze valt samen met de gemeente Dakar en is verder onderverdeeld in 4 arrondissementen en die weer in 19 zogenaamde communes d'arrondissement. Deze laatste hebben op gemeentelijk niveau relatief veel macht.
- Guédiawaye

Deze valt samen met de gemeente en het arrondissement Guédiawaye, en is verder onderverdeeld in 5 communes d'arrondissement.
- Pikine

Deze valt samen met de gemeente Pikine en is verder onderverdeeld in 3 arrondissementen en die weer in 16 communes d'arrondissement.
- Rufisque

Deze is verder onderverdeeld in 2 arrondissementen en 3, direct onder het departement vallende gemeenten.
Dakar ·
Diourbel ·
Fatick ·
Kaffrine ·
Kaolack ·
Kédougou ·
Kolda ·
Louga ·
Matam ·
Saint-Louis ·
Sédhiou ·
Tambacounda ·
Thiès ·
Ziguinchor